# 菊地正太
菊地正太（1961年1月8日—）是日本國的漫畫家。

## 人物簡介
日本國秋田縣平鹿郡大森町人 [現・横手市]。1988年在『週刊少年チャンピオン』以『獣王バイオ』出道。

## 作品集
- 鐵拳娃娃 《三四郎2（さんしろうのじじょう）》
- 棒球先生  《ブル田さん》
- 柔道少女 《そばっかす!》
- 學園女神龍（太夫（だ・ゆう））（2000年、少年画報社、ヤングキングコミックス、全6卷）東立出版
- 壺中堂二代目主人物語–天上之眼 （長鴻出版社 出版日期：2007-03-15 ）
- 九魔
- 食色庭主人（長鴻出版社 出版日期：2010-04-12）
- 料理仙姬 《おせん》（出版日期：2001～2009）東販出版
- 新料理仙姬